# زگم
زگم (به ترکی آذربایجانی: Zəyəm) یک منطقهٔ مسکونی در جمهوری آذربایجان است که در شهرستان شمکور واقع شده‌است. زگام ۷٬۹۰۷ نفر جمعیت دارد.